# Francis Veber
Francis Veber (Neuilly-sur-Seine, 28 luglio 1937) è un regista, sceneggiatore e produttore cinematografico francese.

## Biografia
Giornalista, poi romanziere, iniziò a scrivere sceneggiature per il cinema nel 1969 (Appelez-moi Mathilde, per la regia di Pierre Mondy). Successivamente ha diretto numerose commedie teatrali e cinematografiche. I suoi lavori più celebri sono La capra (1981), Les compères - Noi siamo tuo padre (1983), La cena dei cretini (1998) e L'apparenza inganna (2000). Nelle sue sceneggiature, sono ricorrenti tra i protagonisti i nomi di François Pignon e François Perrin.

## Filmografia

### Regista e sceneggiatore
- Professione... giocattolo (Le jouet) (1976)
- La capra (La chèvre) (1981)
- Les compères - Noi siamo tuo padre (Les compères) (1983) - anche produttore
- Due fuggitivi e mezzo (Les fugitifs) (1986)
- In fuga per tre (Three Fugitives) (1989) - anche produttore
- Ma capita tutto a me? (Out on a Limb) (1992) - solo regia
- Le jaguar (1996)
- La cena dei cretini (Le dîner de cons) (1998)
- L'apparenza inganna (Le placard) (2001)
- Sta' zitto... non rompere (Tais-toi!) (2003)
- Una top model nel mio letto (La doublure) (2006) - anche Produttore
- Il rompiballe (L'emmerdeur) (2008)

### Sceneggiatore
- C'era una volta un commissario... (Il était une fois un flic...), regia di Georges Lautner (1971)
- Il grande biondo (Le retour du grand blond), regia di Yves Robert (1974)

### Soggettista
- Il rompiballe (L'emmerdeur), reglia di Édouard Molinaro (1973)
- Due padri di troppo (Fathers' Day), regia di Ivan Reitman (1997)